# Sonderformen der Ohranlegeoperationen
Sonderformen der Ohranlegeoperationen, die nach Weerda auch Falttechniken ohne Zugang (gemeint ist der Zugang zum Knorpel) genannt werden, sind solche Methoden, bei denen die Ohren im Unterschied zu den offenen traditionellen Ohranlegeoperationen nicht mehr aufgeschnitten und der Knorpel nicht mehr freigelegt wird, z. B. bei der Ohranlegeoperation nach Fritsch. Sie werden deshalb geschlossene Ohranlegeoperationen genannt.  Die gewünschte Position der Ohren wird nur noch von sehr kleinen Hautschnitten oder Stichinzisionen aus mit Hilfe von versenkten, nicht resorbierbaren Kunststofffäden erzielt.
Die meisten Sonderformen der Ohranlegeoperationen  begnügen sich nicht mit der oben beschriebenen Vorgehensweise. Viele Autoren setzen zusätzlich Techniken der traditionellen Methoden ein (siehe Artikel Otopexie).
Eine Sonderform der Ohranlegeoperation, bei der nicht mit Techniken der traditionellen Methoden kombiniert wird, ist die sogenannte Fadenmethode, die nach Meinung ihres Autors die am wenigsten invasive Methode  aller Ohranlegeoperationen ist, weshalb er sie in seiner Publikation auch „Ein geschlossenes, minimal-invasives Verfahren zur Anlegung abstehender Ohren“ genannt hat.
Ein Kopfverband ist entweder nur für wenige Tage oder bei der Fadenmethode gar nicht erforderlich.
Seit 2016 wird eine Ohranlegeoperation angeboten, die sich EarFold oder EarFold Methode nennt. Sie wird von ihren Anwendern auch minimalinvasiv genannt, entspricht aber nicht den Kriterien einer minimalinvasiven Technik, wie sie Merck charakterisiert hat. Bei der EarFoldmethode werden ein, zwei oder drei 1 cm lange Schnitte auf der Ohrmuschelvorderseite gemacht, von denen aus die Haut etwa 2,5 cm lang vom Knorpel abpräpariert wird. Auf diese Weise werden Hauttaschen gebildet, in die gebogene Metallimplantate zur Formung der Anthelix eingebracht werden.  Die Hautschnitte werden vernäht und mit  Steri-Strip Wundverschlussstreifen verklebt.  Hinsichtlich der Invasivität ist die EarFold Methode somit kein minimalinvasives Ohranlegeverfahren. Sie nimmt eine Mittelstellung zwischen den invasiven offenen traditionellen Ohranlegeoperationen und der minimalinvasiven Fadenmethode nach Merck ein.

## Komplikationsmöglichkeiten und Risiken
Aufgrund der minimal invasiven Technik sind die Sonderformen mit wesentlich weniger Komplikationen behaftet als die traditionellen Ohranlegeoperationen (siehe hierzu Komplikationsmöglichkeiten im Artikel Otopexie): Fadenabstoßung, Asymmetrie der Ohrstellung, Rezidiv (Wiederabstehen des Ohres), geringe Blutung, kurzzeitige Schmerzen, sehr selten kleine Atherome.